# A Miskolci Takarékpénztár épülete
Az egykori Miskolczi Takarékpénztár épülete a Széchenyi utca és a Kandia köz sarkán, a színházzal szemben, a Széchenyi utca 26. alatt áll.

## Története
A Miskolczi Takarékpénztár 1845-ben alakult, ez volt az első pénzintézet a városban. Ezt követően viszont már sorra alakultak a többiek: a Miskolci Hitelintézet 1867-ben, a Borsod Miskolci Hitelbank 1869-ben stb. A jelenlegi ház helyén – legalább 1750-től – egy uradalmi kvártélyház állt, ami azonban az 1878-as nagy miskolci árvízben megsemmisült. A telek – frekventáltnak mondható, a színházzal szembeni helye ellenére – az Adler-féle városrendezési terv szerint még 1894-ben is üresen állt. A pénzintézet épületének terveit Árva Pál készítette el, a kivitelező a fővárosi László testvérek cége volt, az épületszobrászati munkákat Kun József miskolci művész készítette el. Az 1880-ra, más forrás szerint 1909-re elkészült terjedelmes építmény természetesen nem csak pénzintézeti funkciókat látott el, földszintjén volt a Székely-Győry-Morvay divatáru nagykereskedés, a gőztéglagyári hivatal, egy ügyvédi iroda, egy orvosi rendelő, és az emeleti részeken több lakás is volt.
Az elkészült épületet tetszéssel fogadták, a sajtó így számolt be az átadásáról: „Ezt az épületet a tervező-, építő- és szobrászművészet kész palotává konstruálta és építette meg. Az épület arculatán lágy szelíd hullámvonalakban folynak egymásba a tompított élű kúpos homlokzati csúcsok, ablakok, erkélyek. Felül a második emelet ablakai fölött a két oldalán s lágyan behajló domború ablakkereteken gyönyörű magyar motívumok, hosszúkás, aranyos díszítésű lécfrízek, s faragott vonalfigurák vannak… Maga az épület… a területek szintszerű kihasználásával épült, amelyben meg lehet találni a modern lakhatás minden kényelmét”. A ház a főutcáról – méretére nézve – szerényebb képet mutat, valójában hosszan lenyúlik egészen a Szinváig, és voltaképpen három utcai fronttal rendelkezik. Az épület stílusa romantikába hajló, Széchenyi utcai homlokzata 2+3+2, a Kandia köz felőli részén 2+11+2 tengelyű elrendezést mutat. Az épület homlokzatán, a rizalit fölötti timpanonban látható eredeti írásmóddal a „Miskolczi Takarékpénztár” felirat. Ennek két oldalán valaha egy-egy nagyméretű vasöntvény volt, amelyek kaptárt ábrázoltak, röpködő méhekkel. A Hercz-féle gépgyár által gyártott remekmívű figurák mára lekerültek a homlokzatról, az egyik megmaradt példányt a Herman Ottó Múzeumban helyezték el.
Az épületet az 1970-es években a Városi Földhivatal használta, a földszinten továbbra is üzletek helyezkedtek el (lakástextil üzlet, háziipari szövetkezet fiókja, illatszerbolt stb.).
Az épület külső részét 1992-ben felújították, megmaradt a díszes rácsozatú erkély és két oldalán a hasonló stílusú zászlótartó. Az épület minden oldalán üzletek helyezkednek el: a Széchenyi utcai fronton, az ívelt kapubejárótól balra előbb órás bolt, majd utazási iroda, jobbra játék- és ékszerüzlet működik, a Kandia közben egy lottózó, a Szinva-parti részen söröző és étterem nyílt. A Kandia közből nyíló Szinva-híd rácsaira „szerelemlakatokat” helyeznek el a fiatalok, innen balra fordulva közelíthető meg a Szinva terasz.

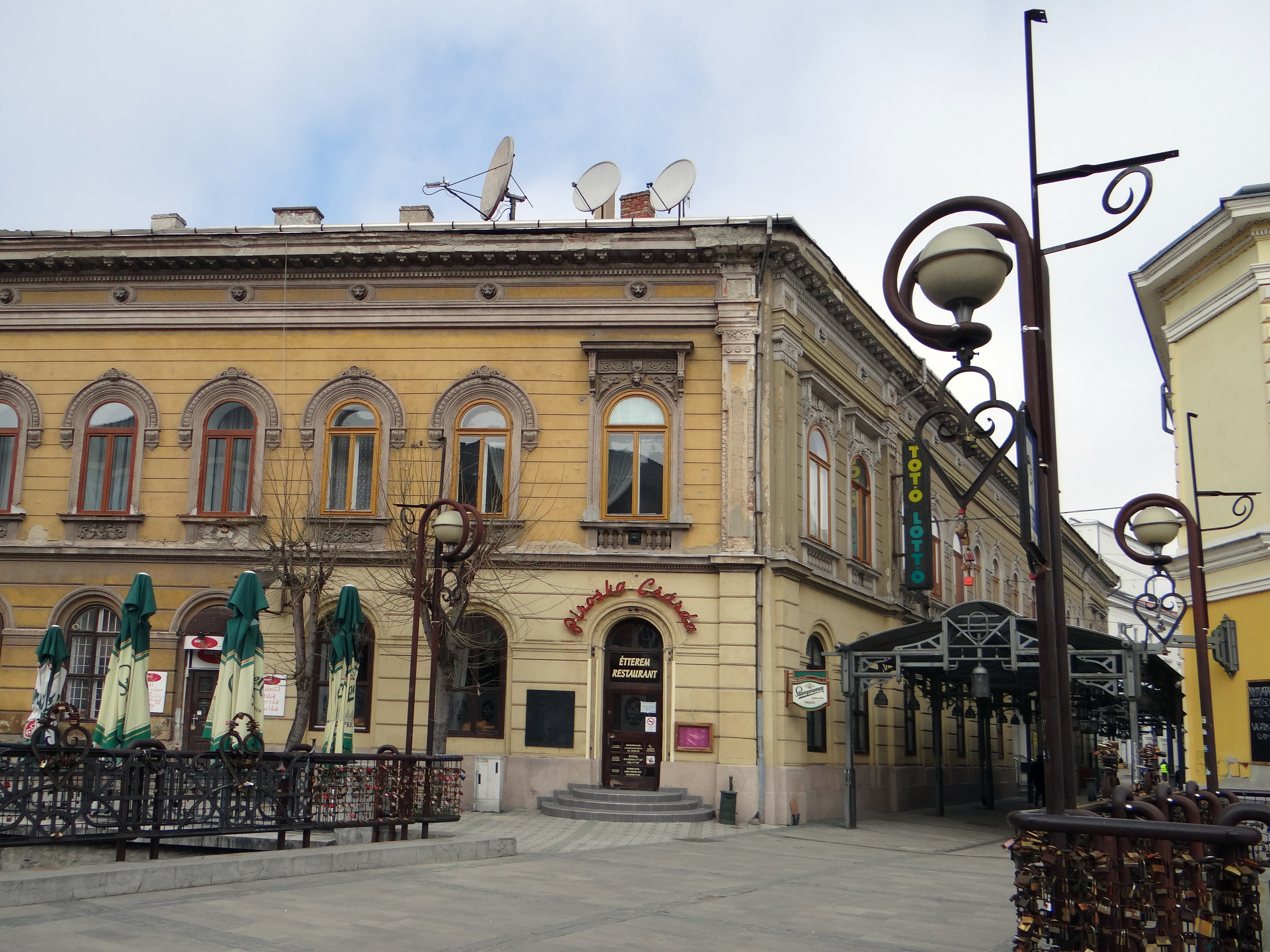
Az épület Szinva felőli oldalán lévő étterem
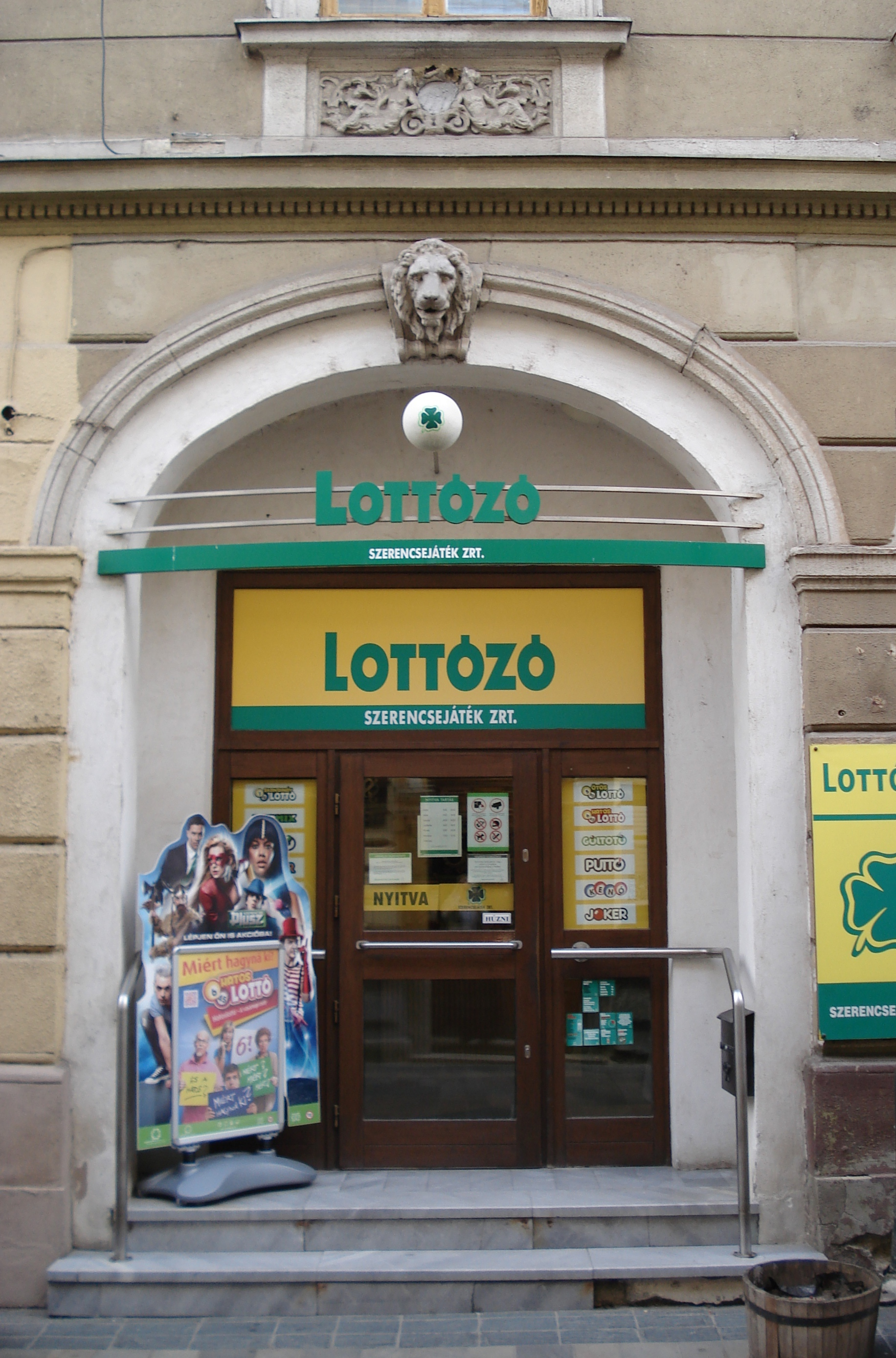
Lottózó bejárata a Kandia köz felől